# Hanna Lindberg
Hanna Lindberg, senare Béen, född 25 augusti 1865 i Örebro, död 2 januari 1951 i Örebro, var en svensk kommunalpolitiker (frisinnad), feminist och modist. 
Hon blev 1911 en av de första 37 kvinnor som valdes till stadsfullmäktige i Sverige, och den första kvinnan i Örebro stadsfullmäktige.

## Biografi
Lindbergs far var snickargesäll och då han avled fick hon arbeta som springflicka i en modeaffär för att bidra till moderns försörjning av de fem barnen. Hon blev modist, öppnade 1891 sin egen hattbutik och, efter en studieresa till Dresden i Tyskland, år 1898 sin egen hattfabrik, Hanna Lindberg och Co. Stråhattfabrik. Hon ägde fabriken gemensamt med sina systrar Maria och Lisa. Fabriken låg på samma tomt där systrarna hade sin bostad och Hanna Lindberg skötte rörelsens juridiska del. Fabriken hade nästan endast kvinnor anställda. Från att ha börjat med fyra maskiner och sex arbetare hade man 1910 80 arbetare anställda, 20 maskiner och även fyra kvinnliga handelsresande, för sin tid något ovanligt. Hon gjorde två utlandsresor per år och stod själv i den egna butiken. 
Som ogift och kapitalstark kvinna hade Hanna Lindberg trots sitt kön länge haft kommunal rösträtt enligt röstlagen från 1862. Hon var aktiv i rösträttsföreningen för kvinnor och KFUK och nybliven medlem i frisinnade föreningen, då hon invaldes som den första kvinnan i stadsfullmäktige i Örebro vid valen 1910. Detta historiska tillfälle blev utförligt omskrivet. En ledamot beskrev scenen: 
Röd som en pion i ansiktet var Hanna Lindberg, när hon för första gången trädde in i stadsförvaltingssalen framför vilkens ordförandebord stod häradshövdingen Tersmeden och tittade avvaktande mot ingången för att ta emot den första kvinnan i stadsförvaltningen. Så snart Hanna Lindberg visade sig i dörren, gick han henne till mötes och ledde henne chevalereskt till hennes bänk, som jag i förväg valt ut åt henne längst fram i salen. Han höll sedan ett ovanligt varmhjärtat välkomsttal, trots hans kritiska inställning till kvinnorösträttsrörelsen. Under den tid han introducerade henne bland "fäderna" var alla stående.
Lindberg satt i stadsfullmäktige under mandatperioden 1910–1914 och valdes in i arbetsförmedlingsanstaltens styrelse. Endast ytterligare två kvinnor satt i stadsfullmäktige i Örebro före den allmänna rösträttens införande: Mathilda Tengwall (frisinnad, 1914–1920) och Amalia Lundgren (höger, tillfällig ersättare under 1916).       
Hon gifte sig 1913 med stationsinspektoren Carl Been, lämnade politiken och ombildade firman till Aktiebolaget Lindberg Strå- & Filthattar och blev en av tre styrelseledamöter med en anställd disponent. Företaget var fortsatt framgångsrikt, hade 1931 125 anställda och tillverkade då filthattar. Hon avled som förmögen änka, bosatt med en syster i en finare våning i centrala Örebro, och är gravsatt där på Nikolai kyrkogård.